# Coelogyne muluensis
Coelogyne muluensis é uma espécie de orquídea epífita, família Orchidaceae, originária de Sarawak, em Borneu.